# 小行星6572
小行星6572（6572 Carson）是一颗绕太阳运转的小行星，为主小行星带小行星。该小行星于1938年9月22日发现。

## 轨道参数
小行星6572的轨道半长轴为2.5436650 UA，离心率为0.266。